# Kontrollerad flygning in i terräng
Kontrollerad flygning in i terräng (engelska: Controlled flight into terrain, CFIT) är en olycka då ett luftvärdigt flygplan under pilotens kontroll oavsiktligt flyger in i terräng, vatten eller ett hinder. Ofta är orsaken dåligt väder tillsammans med navigationsfel, och olyckorna sker oftast vid landningsfasen av en flygning. Kontrollerad flygning in i terräng är den vanligaste typen av flygolyckor med dödlig utgång och i snitt sker 2 olyckor per år inom kommersiellt jetflyg, med många fler inom allmänflyg, kring 40 per år bara i USA. Förekomsten av olyckorna har dock minskat kraftigt